# Carles Móra i Tuxans
Carles Móra i Tuxans (Arenys de Mar, 21 de maig de 1955). Alcalde del municipi de Tarrés (les Garrigues). Va ser l'alcalde d'Arenys de Munt des de les eleccions municipals del 2007 fins al 201 per AM2000 (Arenys de Munt 2000).
Durant el seu mandat es va fer la Consulta sobre la independència de Catalunya a Arenys de Munt el 13 de setembre de 2009. Va ser membre de la Plataforma Cívicoambiental d'Arenys de Munt i del Moviment Arenyenc per a l'Autodeterminació. El 15 de gener de 2010, s'oficialitza la seva adhesió a l'associació Reagrupament Independentista, en un acte al Col·legi de Periodistes de Barcelona.
La seva carrera professional va ser ser dedica a la docència a l'Escola Pia Santa Anna-Mataró, on va exercir de professor de Llengua i Literatura Catalanes.
A les eleccions municipals de 2023 esdevingué batlle de Tarrés (les Garrigues)
Està casat i té quatre fills.